# A Tragédia da Política das Grandes Potências
A Tragédia da Política das Grandes Potencias é um livro de teoria das relações internacionais, escrito por John Mearsheimer em 2001. O estadunidense escreve sobre sua teoria chamada "realismo ofensivo", afirmando seus pontos centrais, destacando a evolução da teoria realista, e a capacidade de previsão do Sistema Internacional que a sua teoria oferece. O autor reconhece, logo no começo da obra, o inerente pessimismo que o realismo ofensivo e suas analises possuem pois para Mearsheimer o mundo é um lugar onde o conflito entre as grandes potências nunca deixará de existir. 
Um artigo adaptado do livro foi publicado anteriormente pela revista estadunidense de política internacional Foreign Affairs.

## Argumentos Principais

### Anarquia e a luta pelo poder
Mearsheimer afirma que Estados estão sempre buscando por oportunidades de ganhar poder em relação aos seus rivais. Ele argumenta que os Estados buscam poder por causa do sistema anárquico em que eles operam. Em política internacional, não há hierarquia, isto é, não há soberanos acima dos Estados que possam ser recorridos quando um Estado ataca outro, portanto eles são forçados a dependerem apenas de si mesmos nas questões de segurança internacional. Por isso, Estados procuram expandir seu poder militar, geográfico e econômico para aumentarem a sua segurança. Essa é a ideia a qual o autor buscou enfatizar no livro.

### Primazia do poder terrestre
O poder de um Estado na política internacional, Mearsheimer afirma, deriva da sua potência e força militar por duas razões: porque as forças terrestres são a forma dominante de poder militar na Era Moderna, e porque grandes corpos de água limitam a projeção do poder militar terrestre.

### O poder refreador das águas
Mearsheimer argumenta que a presença de oceanos no mundo previnem que qualquer Estado alcance a hegemonia mundial. Ele afirma que grandes corpos de água limitam a capacidade de projeção de poder militar e isso, naturalmente, divide o poder ao redor do globo.
É utilizado aqui o exemplo do isolamento que a Grã-Bretanha teve graças ao Canal da Mancha, que permitiu ela atuar como um offshore balancer no território continental da Europa. Os britânicos, o autor afirma, nunca tiveram ambições de controlar ou dominar o continente europeu. Ao invés disso, focou apenas em manter equilíbrio de poder e garantir que nenhum Estado pudesse se tornar tão poderoso que alcançasse hegemonia regional no continente. Durante grande parte do século XIX, a Grã-Bretanha possuía uma capacidade industrial que possibilitava que ela facilmente invadisse e dominasse boa parte da Europa.
No entanto, a Grã-Bretanha optou por não tentar dominar o continente, em parte porque calculou que seus objetivos de alcançar a segurança seriam menos custosos se conseguisse colocar os poderes europeus para se confrontarem uns com os outros. Com isso, os diferentes atores europeus estiveram ocupados demais em suas disputas no continente, tornando-os incapazes de confrontar a Grã-Bretanha, através do Canal da Mancha, e seus interesses econômicos na África e na Ásia.
Portanto, a política externa estadunidense possuí dois objetivos centrais: ser a hegemonia regional no Ocidente, e prevenir o surgimento de hegemonias similares no Oriente. Ou seja, o papel dos EUA é ser um offshore balancer no contexto global, buscando equilibrar as diferentes forças do sistema internacional na busca de conter o surgimento de uma hegemonia regional na Eurásia. Ir à guerra, nessa perspectiva de política externa, ocorreria apenas como último recurso para conter o surgimento dessa hegemonia oriental.

### Estratégias estatais de sobrevivência

#### Objetivo 1 - Hegemonia regional
Além do principal objetivo dos Estados, que é a sobrevivência, há mais três grandes objetivos que grandes potências buscam alcançar. O maior deles é alcançar a hegemonia regional. Mearsheimer argumenta que embora alcançar hegemonia global traria segurança máxima para um Estado, isso não é viável porque o mundo possuí muitos oceanos e mares que impedem a projeção de poderio militar. Assim, a dificuldade de projetar o poder militar em grandes massas de água torna impossível que grandes potências dominem o mundo.
Em vez disso, as hegemonias regionais tentam manter um equilíbrio de poder entre os Estados da sua região, garantindo que elas continuem no topo da hierarquia regional, e tentam as quais sua hegemonia não alcança. Para isso, elas agem tentando manter um equilíbrio de poder .
Em vez disso, as hegemonias regionais tentam manter um equilíbrio de poder nas diversas regiões do globo, e agem para assegurar a existência de múltiplos poderes ao mesmo tempo em que criam e incentivam formas desses poderes se manterem ocupados entre si através de diversas formas de conflitos regionais, assegurando assim que nenhum deles será capaz de interferir e desafiar os interesses dos Estados hegemônicos. Mearsheimer usa de exemplo os Estados Unidos da América, que alcançou a hegemonia regional no final do século XIX, e depois procurou intervir onde quer que parecesse que outro estado pudesse alcançar a hegemonia em uma região:
- O Império Alemão durante a Primeira Guerra Mundial
- A Alemanha Nazista durante a Segunda Guerra Mundial
- O Japão Imperial durante a Primeira Guerra mundial
- A União Soviética durante a Guerra Fria

#### Objetivo 2 - Riqueza Máxima
Grandes potências procuram maximizar sua parcela da riqueza do mundo porque a força econômica é a base da força militar. Grandes potências procuram impedir que as potências rivais dominem as regiões produtoras de riqueza do mundo. Os Estados Unidos, por exemplo, tentaram impedir que a União Soviética dominasse a Europa Ocidental e o Oriente Médio. Se os soviéticos tivessem obtido o controle dessas áreas, o equilíbrio de poder teria sido significativamente alterado contra os Estados Unidos.

#### Objetivo 3 - Superioridade nuclear
Mearsheimer afirma que as grandes potências buscam a superioridade nuclear sobre seus rivais. As grandes potências existem em um mundo que possuí múltiplas potências nucleares com a capacidade assegurada de destruir seus inimigos e, consequentemente, de serem destruídas por eles. Isso porque os Estados não buscariam desenvolver defesas contra ataques nucleares em busca de manter um equilíbrio de poder através da possibilidade da destruição mútua assegurada, nome dado a esse cenário. Mearsheimer discorda das afirmações de que os Estados se contentam em viver nesse cenário global de destruição mutua assegurada e que evitam desenvolver defesas contra armas nucleares, portanto grandes potências tentariam procurar maneiras de obter superioridade sobre seus rivais nucleares.

### Ascensão do Poder Americano entre 1800-1900
Os Estados Unidos eram um grande poder expansionista nas Américas. O autor cita um comentário feito por Henry Cabot Lodge de que os EUA tiveram um recorde de conquista, colonização e expansão territorial inigualável por qualquer povo no século XIX. A partir dessa citação, Mearsheimer afirma que na década de 1840, os países europeus começaram a falar sobre a necessidade de preservar a balança de poder nas Américas e conter expansão territorial estadunidense.
Entretanto, entre 1890 e 1900 os EUA alcançaram a posição de hegemonia regional, e em 1895, o então Secretário de Estado Richard Olney disse para o então Primeiro Ministro Britânico, Lord Salisbury, que "hoje os EUA são praticamente soberanos neste continente e seu decreto é lei sobre os sujeitos dentro de sua interposição [...] seus recursos infinitos e posição isolada o tornam mestre da situação e praticamente invulnerável contra todas as outras potências".

### Futuro do Poder Americano
Na penúltima página do livro, Mearsheimer alerta:

Nem a Alemanha de Wilhelmine, nem o Japão Imperial, nem a Alemanha Nazista, nem a União Soviética tinham quase tanto poder latente como os Estados Unidos tiveram durante seus confrontos [...] Mas se a China se tornasse um gigante de Hong Kong, provavelmente teria na ordem de quatro vezes mais poder latente do que os Estados Unidos, permitindo que a China obtenha uma vantagem militar decisiva sobre os Estados Unidos.

## Recepção
Charles Kupchan, do Conselho de Relações Exteriores dos Estados Unidos chamou a obra de um "importante e impressionante livro" no qual Mearsheimer "elegantemente apresenta a abordagem de sua teoria nos estudos das relações internacionais". Entretanto, ele é muito crítico à forma como o autor utilizou da história para compor sua teoria. Além disso, Kupchan lamenta a convicção de Mearsheimer em sua própria teoria e sua incapacidade de ser "mais aberto ao ecletismo na explicação da política entre as grandes potências".
Richard Betts, professor da Universidade de Columbia, afirmou que o livro é um dos três grandes trabalhos pós-Guerra Fria, junto do "O Fim da História e o Último Homem", de Yoshihiro Francis Fukuyama, e "Choque de Civilizações e a Reconstrução da Ordem Mundial", de Samuel P. Huntington. Betts sugere que uma vez que o poder da China estiver em seu auge, o livro de Mearsheimer pode se destacar dos outros dois em termos de influência.
Robert Kaplan apresenta uma visão similar ao livro:

"Se a China implodir por causa de uma crise socioeconômica, ou evoluir de alguma outra maneira que elimina seu potencial como uma ameaça, a teoria de Mearsheimer estará em sérios problemas por causa de sua demissão da política doméstica. Mas se a China se tornar uma grande potência militar, remodelando o equilíbrio de forças na Ásia, então a Tragédia de Mearsheimer continuará como um clássico."